# Лукин, Александр Павлович
Александр Павлович Лукин (28 декабря 1894, Обоянь, Курская губерния, Российская империя — 1 февраля 1963, Ленинград, СССР) — советский военачальник, полковник (15.08.1944).

## Биография
Родился 28 декабря 1894 года в городе Обоянь (ныне — Курской области).  Русский. До службы в армии  окончил Воронежский кадетский корпус.

### Военная служба
30 августа 1913 года поступил в Елисаветградское кавалерийское училище.

#### Первая мировая война и революция
1 октября 1914 года окончил училище и был направлен на Западный фронт в 5-ю армию, где воевал в составе 1-го Уланского Петроградского генерал-фельдмаршала князя Меншикова полка 1-й кавалерийской дивизии младшим офицером, начальником учебной команды, врид командира маршевого эскадрона. За боевые отличия был награждён орденом орденом Святой Анны 4-й степени с надписью «За храбрость». Последний чин — поручик. В 1917 году прошёл переподготовку на Двинских офицерских стрелковых курсах при штабе 5-й армии. В период Октябрьской революции находился в запасном полку в городе Тамбов в должности начальника учебной команды.

#### Гражданская война
В Гражданскую войну в марте 1918 года в Тамбове с солдатами добровольно записался в РККА и проходил службу во 2-й революционной продовольственной дивизии командиром отряда особого назначения при штабе дивизии и командиром Латышского отряда. С октября командовал ротой в 1-м Смоленском кавалерийском полку 13-й стрелковой дивизии. В составе 8-й армии воевал с ней против войск генерала П. Н. Краснова на Южном фронте в районе ст. Анна и под гордом Бобров Воронежской губернии. С января 1919 года командовал взводом, эскадроном на Тамбовских кавалерийских курсах, переименованных позже в 1-е Московские кавалерийские курсы. В их составе воевал против войск генерала Н. Н. Юденича под Псковом. В январе 1920 года был направлен на Кавказский фронт, где исполнял должности полевого инспектора кавалерии войск Донской области, а с августа — инспектора по формированию кавалерийских частей Ставропольской губернии. В декабре назначен командиром полка кавалерийской группы войск Тамбовской губернии. Член ВКП(б) с 1920 года. С января 1921 года был помощником начальника оперативного отдела штаба Тамбовской армии, а с июля исполнял должность для поручений при инспекторе кавалерии войск армии. Участвовал в подавлении антисоветского восстания А. С. Антонова в Тамбовской губернии.

#### Межвоенные годы
С декабря 1921 года проходил службу в должности помощника начальника учебной части по политчасти 50-х пехотных Инжавинских курсов МВО, а с июня командовал кавалерийским дивизионом в 1-й советской объединённой школе им. ВЦИК в Москве. С ноября 1923 года по сентябрь 1924 года учился в Петроградской высшей кавалерийской школе, затем служил в 14-й кавалерийской дивизии МВО помощником командира по хозяйственной части 56-го и 59-го Подгайского кавалерийских полков. С августа 1929 года исполнял должность начальника штаба 1-го запасного кавалерийского полка, а с августа 1931 года — преподавателя военных предметов в Воронежском институте зерновых культур. С октября 1931 года по май 1932 года находился на военно-ремонтных КУКС РККА в Москве, затем работал помощником начальника сектора в правлении по конскому составу РККА. С марта 1933 года служил в штабе ЛВО помощником начальника 4-го сектора 2-го отдела. В апреле 1935 года окончил вечернее отделение Военной академии РККА им. М. В. Фрунзе и был назначен руководителем тактики в Школу ВОСО им. М. В. Фрунзе, а в ноябре 1936 года переведён преподавателем тактики на Ленинградские КУКС запаса РККА. В апреле 1938 года майор  Лукин назначен старшим преподавателем в Ленинградский госуниверситет, а в ноябре вернулся преподавателем тактики на Ленинградские КУКС запаса. С декабря 1939 года назначен на ту же должность в Высшую школу штабной службы в Москве, а с апреля 1941 года — начальника учебного отдела 1-го Ленинградского военно-пехотного дважды Краснознамённого училища им. С. М. Кирова.

#### Великая Отечественная война
С началом  войны подполковник  Лукин убыл с училищем на фронт в качестве начальника штаба (на Кингисеппский участок обороны). В конце июля 1941 года был отстранён от должности, а 13 августа арестован органами НКВД и находился под следствием. Военным трибуналом УрВО 3 августа 1942 года был оправдан и в ноябре назначен начальником курсов командиров батальонов Свердловского филиала курсов «Выстрел». 26 января 1944 года направлен в распоряжение Военного совета Белорусского фронта и в конце февраля назначен начальником штаба 73-й стрелковой Новозыбковской дивизии, которая в составе 48-й армии вела бои по расширению плацдарма на реке Сож, между реками Днепр и Березина (на гомельском направлении). 
С 10 мая 1944 года подполковник Лукин принял командование 17-й стрелковой дивизией, входившей в 53-й стрелковый корпус. 25 июня её части перешли в наступление на бобруйском направлении, форсировали реку Березина в районе Стасевка (15 км южнее г. Бобруйск) и к исходу 29 июня вышли в район Киселевичи (западнее Бобруйска). Приказом ВГК от 5 июля 1944 года за отличные боевые действия при освобождении Бобруйска дивизии было присвоено наименование «Бобруйская». Развивая наступление, дивизия продолжала преследовать противника. К исходу 8 июля её части вышли к реке Шара, форсировали её и 10 июля освободили город Слоним. За эти бои Указом ПВС СССР от 25 июля 1944 года дивизия была награждена орденом Красного Знамени. 2 августа она вышла к реке Нужец и вступила на территорию Польши. В течение нескольких дней её части вели бои в районе города Малкина Гурна, затем 23 августа освободили город Зарембы и к 5 сентября вышли к реке Нарев в районе города Пултуск. Форсировав реку, дивизия вела бои по удержанию и расширению плацдарма на её западном берегу. 24 октября 1944 года полковник  Лукин был тяжело ранен и до октября 1945 года находился в госпитале, затем состоял в распоряжении Военного совета ЛВО.
За время войны комдив Лукин был два раза персонально упомянут в благодарственных в приказах Верховного Главнокомандующего.

#### Послевоенное время
После войны в декабре 1945 года  назначен старшим преподавателем кафедры общей тактики Военной электротехнической академии связи Красной армии им. Маршала Советского Союза С. М. Будённого, с 28 июня 1949 года служил в той же должности в Военно-транспортной академии им. Л. М. Кагановича, с сентября — руководителем тактики на Объединённых КУОС Таврического ВО. 30 апреля 1953 года полковник Лукин уволен в запас.

## Награды
- орден Ленина (21.02.1945)[6][7]
- три ордена Красного Знамени (20.07.1944[8],  03.11.1944[9][7], 24.06.1948[7])
  - медали в том числе:
  - «XX лет Рабоче-Крестьянской Красной Армии» (1938)[8]
  - «За оборону Ленинграда» (1943)[10]
  - «За победу над Германией в Великой Отечественной войне 1941—1945 гг.» (1945)[10]

Приказы (благодарности) Верховного Главнокомандующего в которых отмечен А. П. Лукин.
- За овладение штурмом городом и крупной железнодорожной станцией Бобруйск — важным узлом коммуникаций и мощным опорным пунктом обороны немцев, прикрывающим направления на Минск и Барановичи. 29 июня 1944 года. № 125.
- За форсирование реки Шара на участке протяжением и овладение городом Слоним — крупным узлом коммуникаций и мощным опорным пунктом обороны немцев на реке Шара, а также городом Лунинец — важным железнодорожным узлом Полесья. 10 июля 1944. года № 134.